# 肥前大浦站

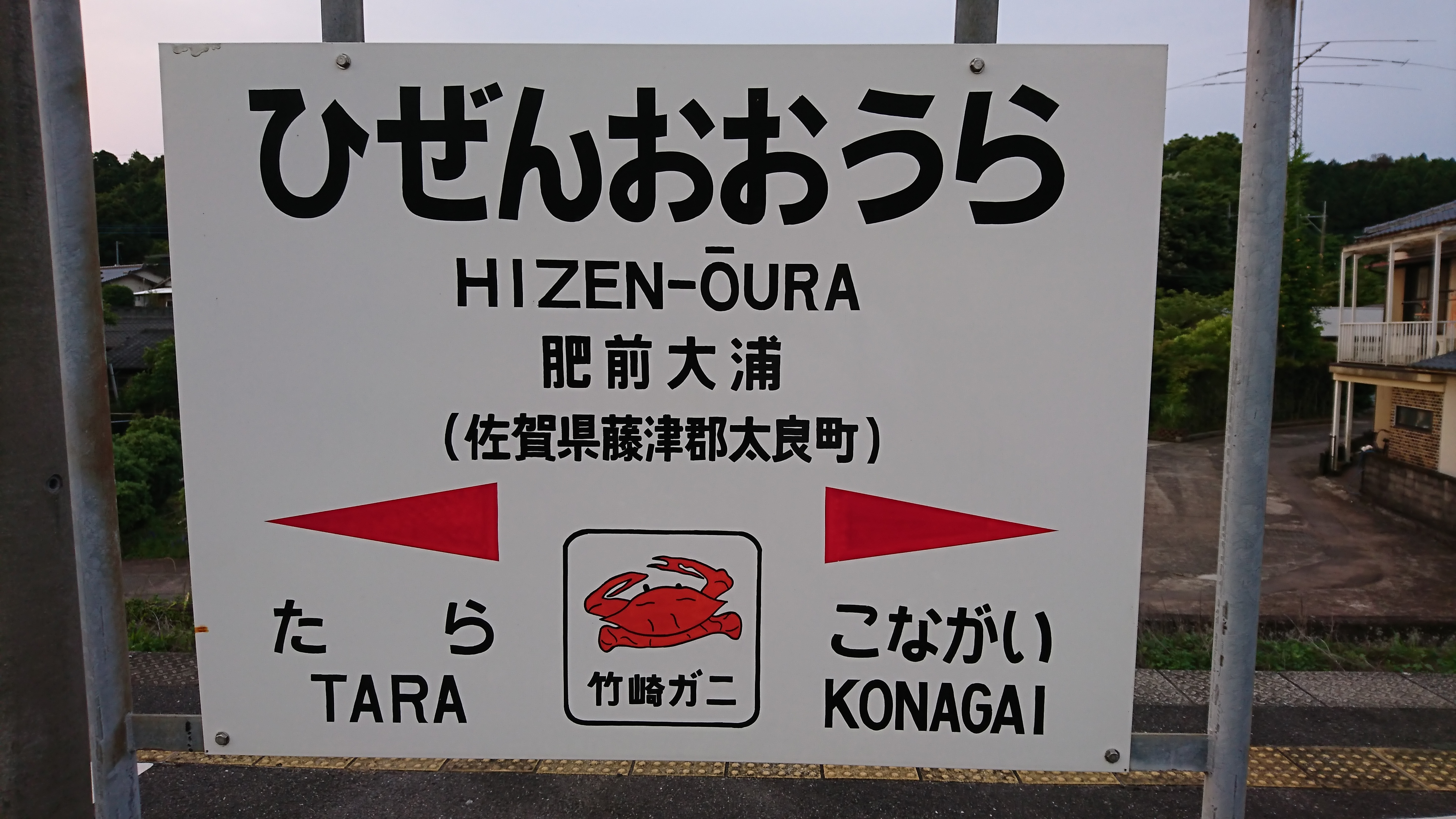
站名標

肥前大浦站（日语：／ Hizen-Iida eki */?）是位於佐賀縣藤津郡太良町大字大浦丙1632番，九州旅客鐵道（JR九州）的長崎本線車站。

## 概要
此站是佐賀縣最南車站。此站與鄰站小長井站之間途經佐賀縣和長崎縣的邊界。此站只有普通列車停站，自從西九州新幹線通車後，本站最遠只提供至江北至長崎的普通列車，並且改派氣動車行駛。其中，上行約三分一的班次更是連接肥前濱的短途區間車，下行每天只開出8班班次，其中6班以諫早為總站，另外2班才會駛入長崎站。
在1957年至1958年之間，上行臥鋪特急「勝風」停靠此站。在1958年10月，該列車改名為「平和」（再後來改名為「櫻」），同時不再停此站。

## 車站構造

### 站房
以木所建成的簡易式站房1座。中央為站房入口、候車大堂及開放式剪票口，最左側現原設有簡易式站務室，但現時窗口已圍封，並改為儲物室。右側為男、女共用式洗手間，但出入口設置於站房的另一方，即須由驗票口一方進入；而剪票口外亦另設了一張有4個獨立座位式候車座椅。
此站曾經是簡易委託車站，委托了在國道207號上的一間商店售票車票，但隨商店結業後，車站也正式變成完全無人站。

### 月台
設有1面2線的島式月台。長約120米，有效長度為6輛，但因為月台前後仍有足夠的雙線區間，所以經增結後的特急列車仍可以在此作運轉停車。
因為月台設於路堤上，通過站房後，會途經路軌下方的地下通道，再轉上至月台層。月台出入口設於小長井方向的月台盡頭。相比肥前飯田站於月台出入口蓋有上蓋，本站則為完全露天設計，只有在月台中央建有設上蓋及背板的候車亭。候車亭放罝了三張設有個4個獨立座位的塑膠候車椅。
軌道採用「避線入站、主線出站」的雙ｙ形設計，原則上所有進站列車皆採用左側入線的原則，但因應區間車的增加，有關的設定亦非對每班列車適用。在電化時代，為了可讓817系電動列車使用，月台其中2卡車廂的高度提高了，使上落車廂時沒有梯級差。
| 月台 | 路線      | 上下行 | 方向             | 備註                                                   |
| ---- | --------- | ------ | ---------------- | ------------------------------------------------------ |
| 1    | ■長崎本線 | 上行   | 肥前濱、江北方向 | 首班始發下行列車以本月台開出                           |
| 2    | ■長崎本線 | 下行   | 諫早、長崎方向   | 全日8班普通列車。 部份肥前濱起訖的區間車會由本月台開出 |

## 歷史
- 1934年12月1日：鐵道省長崎本線 多良站至湯江站之間開通，此站啟用。當時為了區別此站與新潟縣的大浦站，因此此站冠上「肥前」兩字。
- 1987年4月1日：國鐵分割民營化，車站由九州旅客鐵道（JR九州）營運[1]。
- 2023年7月14日：位於站房外的新建洗手間落成、投入使用[2][3]。

## 使用狀況
在2016年度的1日平均乘車人次為145人。然而，JR九州亦由本年度起，只會公佈乘客量最多的300個車站人數及排名，所有未達標的車站，則只會以「多於100人」或「少於100人」顯示。本站在2016年度至2018年度均能以「多於100人」顯\示於排行榜的附錄上，但自2019年起，每日使用人數跌至100人以下，因此連打進附錄的資格也沒有。
| 乘車人次變化 | 乘車人次變化 |
| 年度         | 1日平均人次  |
| ------------ | ------------ |
| 2000         | 187          |
| 2001         | 181          |
| 2002         | 198          |
| 2003         | 211          |
| 2004         | 207          |
| 2005         | 197          |
| 2006         | 191          |
| 2007         | 199          |
| 2008         | 200          |
| 2009         | 183          |
| 2010         | 185          |
| 2011         | 175          |
| 2012         | 191          |
| 2013         | 186          |
| 2014         | 169          |
| 2015         | 157          |
| 2016         | 145          |
| 2017         | >100         |
| 2018         | >100         |
| 2019         | <100         |
| 2020         | <100         |
| 2021         | <100         |
| 2022         | <100         |
| 2023         | <100         |

## 相鄰車站
九州旅客鐵道（JR九州）
長崎本線
多良－（里信號站）－肥前大浦－（土井崎信號站）－小長井

## 外部連結
- JR九州肥前大浦站 （页面存档备份，存于）（日語）